# Eleanor Holm
Eleanor G. Holm (ur. 6 grudnia 1913 w Nowym Jorku, zm. 31 stycznia 2004 w Miami) – pływaczka amerykańska.
Karierę zawodniczą rozpoczęła w bardzo młodym wieku, jako 13-latka zdobyła po raz pierwszy mistrzostwo USA. Specjalizowała się w stylu grzbietowym, na igrzyskach olimpijskich w 1928 w Amsterdamie w konkurencji 100 m stylem grzbietowym zajęła 5. miejsce. Na kolejnych igrzyskach olimpijskich w 1932 w Los Angeles zdobyła już złoty medal na tym dystansie.
W 1933 wyszła za mąż za muzyka Arta Jarretta i śpiewała w jego zespole. Nie porzuciła jednak sportu i zakwalifikowała się do reprezentacji olimpijskiej USA na igrzyska olimpijskie w 1936 w Berlinie; podczas podróży statkiem do Europy została znaleziona w stanie głębokiego upojenia alkoholowego, w efekcie czego szef ekipy, Avery Brundage, wykluczył ją z zespołu, odbierając szansę rywalizacji sportowej, mimo że uchodziła za faworytkę do obrony swojego tytułu mistrzowskiego.
Po tych wydarzeniach Holm porzuciła sport, występowała w filmach (Zemsta Tarzana, 1938, u boku innego mistrza olimpijskiego, lekkoatlety Glenna Morrisa). Stała się wkrótce także gwiazdą show swojego drugiego męża (z Jarrettem wzięła rozwód), impresario Billy’ego Rose, pod nazwą "Aquacade"; występowali tam także inni byli pływacy, Buster Crabbe i przede wszystkim Johnny Weissmuller.
W późniejszym wieku wyszła za mąż po raz trzeci i nosiła nazwisko Eleanor Holm Whalen.